# Pomnik Rafała Józefa Czerwiakowskiego w Krakowie
Pomnik Rafała Józefa Czerwiakowskiego – pomnik upamiętniający Rafała Józefa Czerwiakowskiego, znajdujący się w Krakowie, w dzielnicy II Grzegórzki przy ul. M. Kopernika 40, na Wesołej.

Pomnik odsłonięty został w 1989 roku, a wykonany został według projektu Józefa Sękowskiego z brązu w formie popiersia z wyrytym napisem:
RAFAŁ JÓZEF CZERWIAKOWSKI

1743-1816

LEKARZ

OJCIEC POLSKIEJ CHIRURGII

PROFESOR

PIERWSZEJ KADRY CHIRURGII

UNIWERSYTETU JAGIELLOŃSKIEGO
Upamiętnia on Rafała Józefa Czerwiakowskiego, polskiego anatoma, chirurga, położnika, twórcy pierwszej w Polsce katedry chirurgii.